# Association des agences de presse nationales de la mer Noire
Pour les articles homonymes, voir ATA.
L'Association des agences de presse nationales de la mer Noire (AAPNMN, principalement en anglais BSANNA pour Black Sea Association of National News Agencies) est le regroupement des agences de presse gouvernementales de la région Balkans, mer Noire, Caucase.

## Histoire
La BSANNA est fondée à Kiev entre les 29 et 31 mai 2006.
La présidence de l'agence est assurée en 2015 par l'agence nationale arménienne Armenpress.

## Membres
Les agences membres sont les suivantes (en 2015) :
- Agerpress (en) ( Roumanie)
- AMNA (en) ( Grèce — réunion des anciennes agences ANA (Agence Athènes-presse) et MPA (agence Macédoine-presse))
- Agence Anadolu ( Turquie)
- ATA ( Albanie)
- Armenpress (en) ( Arménie)
- Azertag (en) ( Azerbaïdjan)
- BNA (en) ( Bulgarie)
- Agence Chypre-presse (CNA) ( Chypre)
- Agence Géorgie-presse (GHN) ( Géorgie)
- HINA ( Croatie)
- Moldpres (en) ( Moldavie)
- Tanjug ( Serbie)
- TASS ( Russie)
- Ukrinform ( Ukraine)